# Theodor Reik
Theodor Reik (Viena, 12 de mayo de 1888- Nueva York, 31 de diciembre de 1969) fue un psicoanalista austríaco, discípulo de Sigmund Freud, de quien fue uno de sus primeros alumnos.

## Biografía
Se doctoró en psicología por la Universidad de Viena en 1912. Su tesis, un estudio sobre La tentación de San Antonio, de Gustave Flaubert, fue la primera tesis psicoanalítica publicada. Siendo doctor, Reik amplió estudios durante varios años, con S. Freud, quien ayudó económicamente a Reik y a su familia durante sus años de aprendizaje del psicoanálisis. 
Reik contribuye al artículo de Freud, publicado en 1919, “Lo inquietante”, término con el cual se designa un matiz de lo espantoso. Algunos años más tarde, en un documento sobre el “Espanto” escrito en 1924 y publicado en 1929, Reik enlaza entre sí los aspectos hasta entonces diseminados en la obra de Freud que atañen a la neurosis traumática proponiendo su propia lección. Freud reconocerá la pertinencia de este escrito. En 1935 sale a luz un
libro en el que Reik se interesa desde el punto de vista del psicoanalista en el espanto ante determinados pensamientos (Tréhel, G., 2012).
El primer conflicto hizo entrar a los países europeos en una guerra mundial por la que los hombres tuvieron que pagar un fuerte precio. En Viena, con la paz, se pone en marcha con el fin de investigar sobre prevaricaciones, una Comisión dirigida por Julius Tandler, en la que debe participar Julius Wagner von Jauregg. Ahora bien, en esta misma época un expaciente Walter Kauders desprestigia las prácticas médicas en los lugares donde dirigen Wagner von Jauregg y Arnold Durig. A Sigmund Freud, como experto, se le adjudica un mandato sobre como atender a los afectados de neurosis de guerra. En febrero de 1920 forma su parecer y en octubre de 1920 presenta sus conclusiones. Otro caso marcará la capital austriaca.
En noviembre de 1924, Durig le pide a Freud que redacte un peritaje sobre el análisis practicado por los “ profanos” es decir por los no-médicos. En diciembre de 1924, en una sesión del Consejo de Estado de Sanidad en Viena, Wagner von Jauregg
pide que sean dadas a conocer las instituciones que usan el psicoanálisis. En febrero de 1925, al psicoanalista Theodor Reik se le prohíbe practicar por decreto. Como reacción Freud escribe a Tandler. Los acontecimientos se precipitan. En 1926, Newton Murphy, un antiguo paciente de Reik se vuelve contra su psicoanalista y le abre una causa por tratamiento nocivo. Freud defiende públicamente a Reik. Los dos casos deben ser acercados. Se desarrollan en el mismo periodo y la
misma ciudad : Viena. Ponen a escena las mismas personas que son autoridades. Conciernen los dos las prácticas de los cuidados (Tréhel, G., 2013).
En esta época, Reik fue analizado por Karl Abraham. 
En 1938, Reik, que era judío, emigró de Austria con rumbo a Estados Unidos, escapando del nazismo. En 1944 se nacionaliza estadounidense. Rechazado por la comunidad dominante del psicoanálisis médico de EE. UU. por no ser médico, Reik no abandona el psicoanálisis y funda uno de los primeros centros de práctica psicoanalítica para psicólogos: la "National Psychological Association for Psychoanalysis", que continúa siendo uno de los mayores y mejor conocidos institutos de práctica psicoanalítica de Nueva York. 
Dentro del conflicto de Reik con la comunidad médico-psicoanalítica, se personó en el primer pleito que contribuyó a definir y legitimar la práctica del psicoanálisis por profesionales no médicos. Reik es, sobre todo, conocido por sus estudios sobre atención psicoterapéutica, masoquismo, criminología, literatura y religión. Su mejor obra sería The Compulsion of Confess (1925), en la que sostiene que los síntomas neuróticos como el rubor y el tartamudeo pueden interpretarse como confesiones inconscientes que expresan los impulsos reprimidos del paciente y al mismo tiempo como un castigo que se inflige el propio paciente por comunicar tales impulsos. Reik abundó en estos asuntos en The Unknown Murderer (1932), en el que examina el perfil psicológico de delincuentes desconocidos. Sostiene que debido a la culpa inconsciente, los delincuentes, a menudo, dejan pruebas que pueden llevar a su identificación y detención. En Masochism in Modern Man (1941), defiende la tesis de que los pacientes que se provocan lesiones actúan así para demostrar su fuerza emocional, inducir a otros a sentirse culpables y a tener una sensación de "victoria a través de la derrota". 
Entre sus discípulos se encuentra el argentino Ángel Garma.

## Algunas publicaciones
- Richard Beer-Hofmann. 1912
- Flaubert und seine Versuchung des heiligen Antonius. 1912
- Arthur Schnitzler als Psycholog. 1913, Neuausgabe: Frankfurt am Main: Fischer-Taschenbuch-Verlag, 1993
- Probleme der Religionspsychologie I. Teil: Das Ritual. 1919
- Das Werk Richard Beer-Hoffmanns. Löwit, Viena, Berlín. 1919
- Über kollektives Vergessen, Internationale Zeitschrift für Psychoanalyse, VI. Jahrgang, 1920
- 1923. Der eigene und der fremde Gott. , Neuausgabe: Der eigene und der fremde Gott : zur Psychoanalyse d. religiösen Entwicklung, Mit e. Vorw. z. Neuausg. von Alexander Mitscherlich, Frankfurt am Main: Suhrkamp, 1975
- 1925, 1959 -  The Compulsion to Confess.  In  J.Farrar (Ed) The compulsion to confess and the need for punishment.  (pp. 176-356).  New York:  Farrar, Straus, & Cudahy
- 1927. Dogma und Zwangsidee: eine psychoanalyt. Studie zur Entwicklg d. Religion, Viena : Internationaler Psychoanalyt. Verlag
- 1927. Wie man Psychologe wird, Wien: Internat. Psychoanalyt. Verlag (En español: "Cómo se llega a ser psicólogo". Ediciones Horme S.A.E. Buenos Aires.
- 1928. Das Ritual : Psychoanalyt. Studien, Wien: Internationaler Psychoanalytischer Verlag
- 1929. Lust und Leid im Witz: 6 psychoanalyt. Studien, Wien: Internationaler Psychoanalyt. Verlag
- 1929. Der Schrecken und andere psychoanalytische Studien, Viena: Internationaler Psychoanalyt. Verlag
- 1930. Freud als Kulturkritiker, Viena : Dr. M. Präger
- 1930. Warum verließ Goethe Friederike? Eine psychoanalytische Monographie. Neuausgabe: Tübingen: Ed. diskord, 1990.
- 1931. Gebetmantel und Gebetriemen der Juden
- 1932, 1959 -  The Unknown Murderer.  In J. Farrar (Ed) The compulsion to confess and the need for punishment.  (pp. 3-173).  New York:  Farrar, Straus, & Cudahy
- 1933. Nachdenkliche Heiterkeit
- 1935. Der überraschte Psychologe: über Erraten u. Verstehen unbewusster Vorgänge, Leiden: Sijthoff
- 1936. Wir Freud-Schüler
- 1937 - Surprise and the Psycho-Analyst: On the Conjecture and Comprehension of Unconscious Process. New York: E. P. Dutton & Co.
- 1941 - Masochism and Modern Man.  New York: Toronto, Farrar & Rinehart
- 1941. Aus Leiden Freuden, deutsche Originalausgabe 1940 bei Imago (Londres). Die Neuausgabe Aus Leiden Freuden. Masochismus und Gesellschaft (Hamburgo: Hoffmann und Campe Verlag 1976) enthält auch die Ergänzungen der amerikanischen Ausgabe Masochism in Modern Man. New York
- 1940. From Thirty Years with Freud. dt. Dreissig Jahre mit Sigmund Freud Mit bisher unveröffentlichten Briefen von Sigmund Freud an Theodor Reik, München: Kindler, 1976.
- 1944, 1974. A Psychologist Looks at Love. En M.Sherman (Ed.) Of Love and Lust (pp. 1-194). Nueva York: Jason Aronson.
- 1945. Psychology of Sex Relations (en español: ‘Psicología de las relaciones sexuales’). (1947) Edit. Nova. Buenos Aires.
- 1946. Ritual: Four Psychoanalytic Stidoes" 1962 Grove Press edition
- 1948. Listening with the Third Ear:  The inner experience of a psychoanalyst.  New York: Grove Press
- 1949. Fragment of a Great Confession
- 1952. The Secret Self.  New York: Farrar, Straus and Young
- 1953. The Haunting Melody
- 1956. The Search Within
- 1957. Of Love and Lust. dt.  Von Liebe und Lust : über d. Psychoanalyse romant. u. sexueller Emotionen, Frankfurt am Main: Fischer-Taschenbuch-Verlag, 1985
- 1957. Myth and Guilt. New York: George Braziller.
- 1959. Mystery on the Mountain: The Drama of the Sinai Revelation. New York: Harper & Brothers, Publishers.
- 1960. The Creation of Woman: A Psychoanalytic Inquiry into the Myth of Eve. New York: George Braziller
- 1960. Sex in Man and Woman. dt.  Mann und Frau : d. emotionalen Variationen d. Sexualität, Frankfurt am Main : Fischer-Taschenbuch-Verlag, 1986
- 1961. The Temptation. New York: George Braziller.
- 1962. Jewish Wit
- 1963. The Need to be Loved. dt.  Das Verlangen, geliebt zu werden, München : Kindler, 1974
- 1964. Pagan Rites in Judaism: From sex initiation, magic, moon-cult, tattooing, mutilation and other primitive rituals to family loyalty and solidarity, New York: Farrar, Straus and Co.
- 1964. Voices From the Inaudible: The Patients Speak. New York: Farrar, Straus and Company.
- 1965. Curiosities of the Self. dt.  In Gedanken töten : bewusste u. unbewusste Todeswünsche in psychoanalyt. Sicht, München: Kindler, 1981.
- 1966. The Many Faces of Sex
- 2006. Die Pubertätsriten der Wilden : über einige Übereinstimmungen im Seelenleben der Wilden und der Neurotiker, Freiburg [Breisgau]: Ahriman-Verl.